# The Graduate (Simon and Garfunkel-album)
A The Graduate a Diploma előtt (The Graduate) című film dalaiból készült album. A dalok a Diploma előtt című 1967-ben készült filmben hangzanak el, ezek a Simon & Garfunkel duó által feldolgozott és előadott zeneszámok. Lemezkiadója a Columbia masterworks. Magát a kísérőzenét Dave Grusin állítottta össze, s ezért elnyerte a legjobb kísérőzenénéért járó a Grammy-díjat, a Mrs. Robinson pedig az Év hangfelvételéért járó díjat. Maga a dal teljes hosszában nem hangzik  el, ezt csak később játszották el aBookends album számára. Ezzel a Simon & Garfunkel elnyerte a legjobb kortárs duónak járó díjat is. Hasonló emlékezetetes dal tett a Sound of Silence, amelyet valójában még 1965-ben komponáltak, és bekerült a Grammy Hall of Fame gyűjteménybe.

## A dalok listája
| 1. | The Sound of Silence ()       | Simon & Garfunkel | 3:06 |
| 2. | The Singleman Party Foxtrot   | Dave Grusin       | 2:52 |
| 3. | Mrs. Robinson (első változat) | Simon & Garfunkel | 1:12 |
| 4. | Sunporch Cha-Cha-Cha          | Dave Grusin       | 2:53 |
| 5. | Scarborough Fair (ballada)    | Simon & Garfunkel | 1:41 |
| 6. | On the Strip                  | Dave Grusin       | 2:00 |
| 7. | April Come She Will           | Simon & Garfunkel | 1:50 |
| 8. | The Folks                     | Dave Grusin       | 2:27 |

| 9.  | Scarborough Fair (bővített változat)  | Simon & Garfunkel | 6:22 |
| 10. | A Great Effect                        | Dave Grusin       | 4:06 |
| 11. | The Big Bright Green Pleasure Machine | Simon & Garfunkel | 1:46 |
| 12. | Whew                                  | Dave Grusin       | 2:10 |
| 13. | Mrs. Robinson (második változat)      | Simon & Garfunkel | 1:12 |
| 14. | The Sound of Silence (változat )      | Simon & Garfunkel | 3:08 |

## Alkotók
- Paul Simon – ének, gitár
- Art Garfunkel – ének
- Dave Grusin – hangszerelés, kísérőzene

## Rangsor
| Chart (1968)                            | Peak position |
| --------------------------------------- | ------------- |
| Australia (Kent Music Report)           | 1             |
| Dutch Album Top 100                     | 10            |
| Spanish Albums Chart                    | 2             |
| Official Albums Chart (UK Albums) (OCC) | 3             |
| US Billboard 200                        | 1             |

## Minősítések
| Régió | Minősítés  | Eladott példányszám |
| --- | ---------- | ------------------- |
| Kanada (Music Canada) | platina    | 100 000^            |
| Franciaország (SNEP) | arany      | 100 000*            |
| Egyesült Királyság (BPI) | ezüst      | 60 000‡             |
| Egyesült Államok (RIAA) | 2× platina | 2 000 000^          |
| * Eladási példányszámok kizárólag a minősítés alapján. ^ Kiszállítási példányszámok kizárólag a minősítés alapján. ‡ Eladási+streaming példányszámok kizárólag a minősítés alapján. |            |                     |

## Fordítás
- Ez a szócikk részben vagy egészben  a   The Graduate (soundtrack) című angol Wikipédia-szócikk fordításán alapul.  Az eredeti cikk szerkesztőit annak laptörténete sorolja fel. Ez a jelzés csupán a megfogalmazás eredetét és a szerzői jogokat jelzi, nem szolgál a cikkben szereplő információk forrásmegjelöléseként.